# Сентименталізм

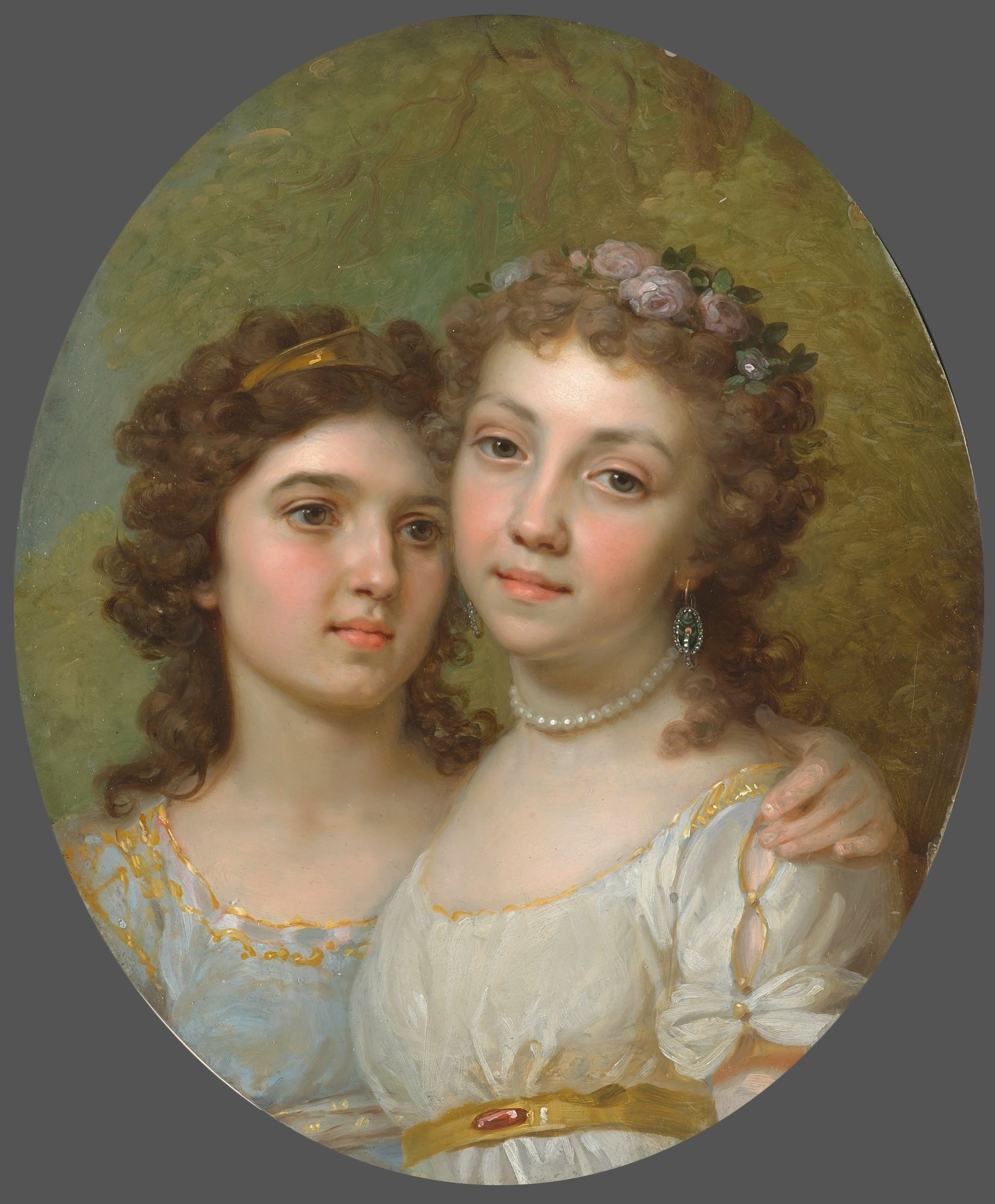
Худ. В. Л. Боровиковський, Дашенька та Лізонька

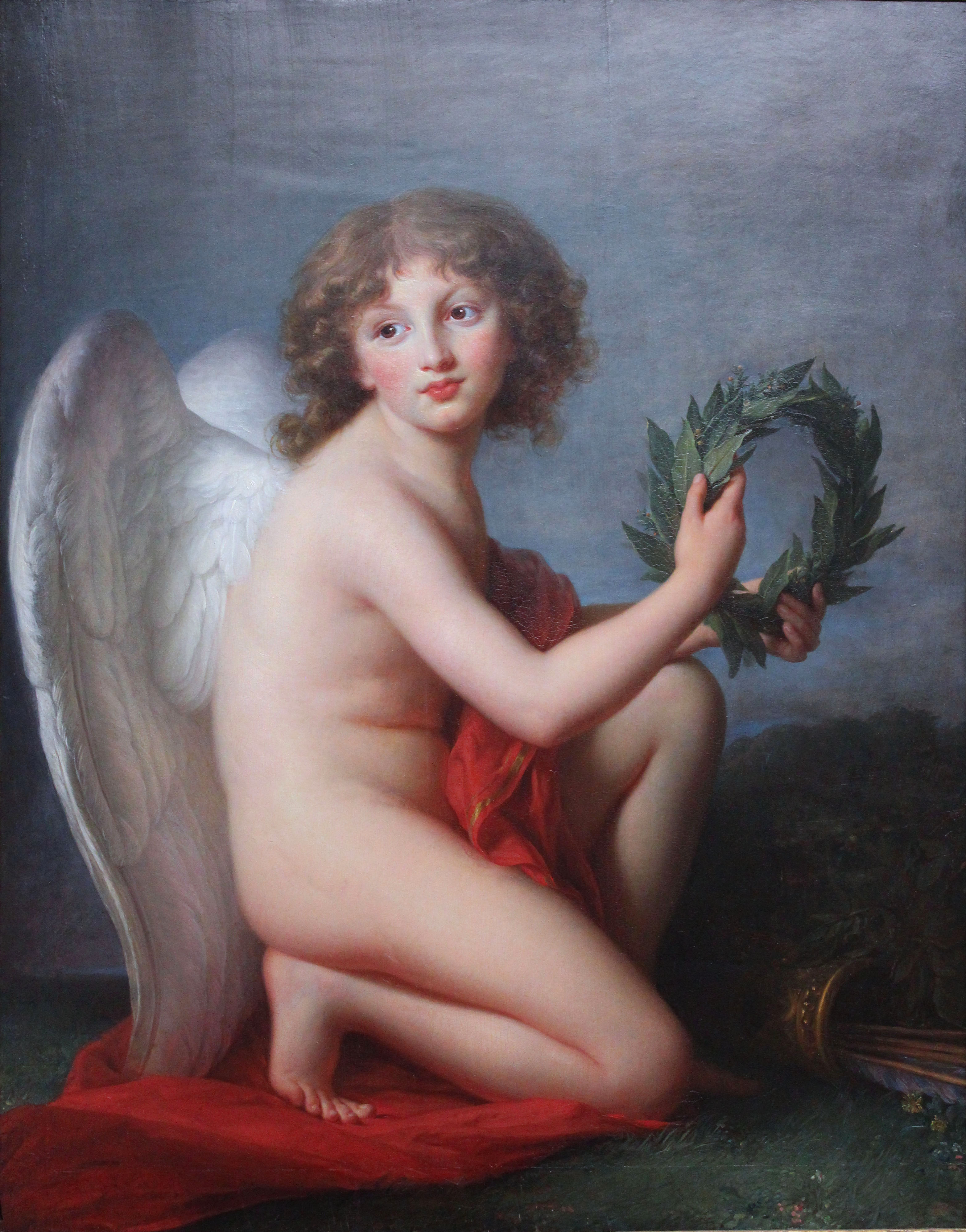
Алегоричний портрет Генріка Любомирського дитиною, 1789 р., Берлін

Сентименталі́зм (фр. sentimentalisme, від фр. sentiment — почуття) — напрям у європейській літературі та мистецтві другої пол. 18 ст. Назва виникла від незавершеного роману «Сентиментальна подорож Францією та Італією» Лоренса Стерна.

## Короткий опис
Виник як реакція проти просвітницького раціоналізму і літературних традицій класицизму. Письменники-сентименталісти надавали перевагу людським почуттям, захоплювалися природою і виводили простих людей як героїв.
Початки сентименталізму пов'язані з творчістю англійських письменників першої половини 18 ст. С. Річардсона, Д. Томпсона, Т. Ґрея й ін. Сентименталізм вплинув на виникнення нових жанрів прози, а також на посилення уваги до елегії, ідилії, байки в поезії.
Німецький сентименталізм втілився в діяльності руху «Буря і натиск».

## Український сентименталізм
В українській літературі деякі впливи й елементи сентименталізму наявні в п'єсах І. Котляревського («Наталка Полтавка») і в українських і російських повістях й оповіданнях Г. Квітки-Основ'яненка (зокрема, «Маруся»).
Проблема українського сентименталізму довгий час залишалася і, мабуть, залишатиметься дискусійною. Протягом усього часу існування академічного українського літературознавства науковці у своїх працях намагалися вирішити це питання . До таких праць насамперед слід віднести «Історію українського письменства» (1919) С. Єфремова, в якій автор розрізняв сентименталізм і романтизм, «що один за одним домінували в літературному житті Західної Європи кінця XVIII й початку XIX ст.», й зауважував, що ці напрями вплинули на становлення нової української літератури. Але впливу західного сентименталізму («штучної манірності»), на думку С. Єфремова, не зазнав Г. Квітка-Основ'яненко. В українському літературознавстві проблему типології сентименталізму порушував М. Зеров. Він був одним із перших, хто виділив український сентименталізм в окремий літературний феномен (найбільшим сентименталістом вважав Г. Квітку-Основ'яненка) і навіть висловив припущення про його спорідненість з англійським сентименталізмом: «Сентименталізм в українській творчості був з'явищем довготривалим, постійним, явищем до певної міри національного значення, подібно до сентименталізму англійського…». Цілком заперечував існування українського сентименталізму Д. Чижевський, який категорично стверджував, що не бачить доцільності утворювати окремий літературний напрям з декількох творів Г. Квітки-Основ'яненка та одного твору І. Котляревського. До цього висновку літературознавець прийшов після зіставлення творчості названих письменників із російським сентименталізмом (так званою «карамзінською школою»). Д. Чижевський підтримав традицію пояснювати ідеалізацію образів-характерів у сентименталістських творах Г. Квітки-Основ'яненка впливом народнопісенної традиції та загалом фольклору: «Чутливість Квітки найшвидше випливає з української народної вдачі та пісенної традиції… І Квітка, і Котляревський, якщо вони, справді невеликою мірою, підлягали впливам російського сентименталізму або відповідних західних течій, мабуть, навіть не помітили усієї відмінності цих течій від їх власної, в основі класичної літературної традиції…».
Радянські літературознавці, вслід за О. Білецьким, теж заперечували наявність сентименталізму в українській літературі, а до жанрового визначення «сентиментальна повість» неодмінно додавали — «реалістична».
Наявність сентименталізму і впливів російського сентименталізму у творчості І. Котляревського заперечували І. Стешенко, С. Єфремов, Г. Житецький та ін., не виключаючи багатьох виявів сентименталізму у психологічному розумінні (чутливості) у творчості українських письменників 19 і 20 ст.
Причетність до сентименталізму Г. Квітки-Основ'яненка, зокрема наявність сентиментальних книжних і народно-поетичних впливів у таких його творах, як «Маруся», «Щира любов», «Сердешна Оксана», стверджували М. Зеров, А. Шамрай, О. Дорошкевич.
Сучасне українське літературознавство виокремлює сентименталізм в окрему літературну течію в українській літературі ХІХ ст. (О. Борзенко, І. Лімборський, М. Шкандрій, Д. Чик).
І. Лімборський вирізняє низку ознак сентименталізму як явища, що ознаменувало собою "переорієнтацію художньої свідомості з «життя розуму» на «життя серця»: це ґрунтування на сенсуалістичному підході до дійсності, морально-етичний концепт вищості позитивного героя над своїм оточенням, раціоналістичний схематизм, звернення до зображення «людини природи», «умоглядна теза про можливість перевірки порядності і щиросердості людини за допомогою чуттєвості і навіть за зовнішніми проявами „природної натури“ — сліз». Учений узагальнює, що українському сентименталізму були притаманні такі атрибути, як глибоко емоційна особистість, ліризація нарації, глибокий художній психологізм, інтимізація хронотопу: «у макролітературному масштабі український сентименталізм (як, до речі, і класицизм) свідчив про глибокі типологічні збіжності художніх пошуків українських письменників із західноєвропейськими, які належали до цього літературного напряму». Подібної точки зору дотримується О. Борзенко, який акцентує на специфіці українського сентименталізму, зазначаючи, що він, «…зберігаючи основні ознаки європейської моделі, багато в чому, і це природно, живився з джерела місцевої, передусім фольклорної емоційності». О. Борзенко зараховує до основних ознак сентименталізму культ природи та природності, критику міської культури й зображення переваг «серця» над «розумом». В українському варіанті сентименталізму, як підкреслює він, культ простоти та природності єднається з артистизмом та індивідуалізмом. М. Шкандрій першим і найвідомішим україномовним сентименталістським твором називає «Марусю» Г. Квітки-Основ'яненка. До ознак сентименталізму, які можна зауважити у творах українського письменника, учений зараховує протиставлення простого селянського життя міській афектації, зображення внутрішнього світу індивідуальних почуттів, обрання за своїх шляхетних і трагічних героїв селян і простих людей (демократизація літературного сентименталізму.
Впливи й елементи сентименталізму помітні й у розвитку мелодрами в українській драматургії 19 і подекуди також 20 ст., наприклад, у мелодрамах І. Гушалевича («Підгірний», 1869), С. Воробкевича («Гнат Приблуда», 1875, «Убога Марта», 1878), Л. Манька («Нещасне кохання»), О. Суходольського («Помста або загублена доля») та в ін., інколи дуже примітизованих п'єсах цього жанру. Мелодраматизм зустрічається і в деяких творах і постановках М. Старицького й М. Кропивницького.
Див. також: Сентименталізм в українській літературі

## Літературний сентименталізм
Питання про термінологічне окреслення сентименталізму як окремого літературного напряму досі залишається відкритим. У сучасному українському та західному літературознавстві ще зустрічаються праці, в яких цьому напряму відмовляється у праві на самостійне існування, або ж його підміняють іншими термінами — преромантизмом чи романтизмом. 
Англійський учений Л. Гійоме, виходячи з парадигми щирості як концептуальної для англійської літератури XVIII ст., виокремлює комплекс ідей, характерних для сентименталізму: ідеалізація сільського життя, самотність, культ почуття, пошук природної людини і природного суспільства. П. Торп вказує на такі ознаки сентименталістської літератури, як оптимізм у поглядах на людську природу, пріоритет простоти, філантропічна налаштованість, акценти на особистісному та інтимному, афектованість, культ меланхолії тощо. На думку російського вченого П. Орлова, визначальними рисами цього напряму є акцентування на почуттях як головному духовному началу людини, на емоційних реакціях на зовнішній світ, ідеалізація «природних» стосунків людей (подружніх, сімейних), зображення любові до ближнього як джерела доброчесності, орієнтація на патріархальність та ідеальних людей, які виросли, не зазнавши згубного впливу цивілізації, гіперболізація почуттів головних героїв, взаємини яких базуються на коханні та дружбі, на емпатії та солідарності. Дослідник типології англійського та російського сентименталізму А. Зорін доходить висновку, що основною естетичною категорією для сентименталістів була почуттєвість, під якою розуміли здатність людини емоційно реагувати на навколишній світ. Почуттєвість сприймається як джерело і вищих насолод, і основних чеснот, включно з філантропією. Основними ознаками творів сентименталістів постають ідеї втечі від цивілізації, усамітнення, єднання з природою та особливо релігійність — як важливий засіб зцілення суспільства та людини. С. Тураєв з-поміж атрибутів сентименталістської прози виділяє такі, як здатність емоційно сприймати світ, поєднання культу почуття з комплексом етичних норм («раціональні» почуття), зображення сентиментального героя, максимально наближеного до природи та віддаленого від цивілізації міста, емоційність «інтонаційної сфери» (термін М. Храпченка), увага до людини поза її становою приналежністю, полеміка про невлаштованість сучасного життя. В. Камінський прочитує у творах сентименталістів насамперед естетичні акценти на чуттєвому пізнанні, відтворенні «природної людини», мотиві щастя тощо.
Сучасна російська дослідниця Н. Пахсар'ян визначає сентименталізм як «тип культури і художній напрям у літературі та мистецтві XVIII ст., пов'язаний із новим поглядом на людську природу, з наданням особливої цінності сфері приватного життя, душевним переживанням, чутливості, сердечності та водночас — з новим ставленням до природи, яка оточує людину, до природних ландшафтів, простоті та необробленості», але хронологічні рамки обмежує 1740—1780-ми рр. До характерних ознак сентименталізму вона відносить: почуттєвість як фундамент громадянського суспільства, руссоїстську концепцію  «природної людини», «пошесну слізливість» (вислів Л. Виготського), серйозні моральні повчання, тему співчуття та наявність сентиментальних «культів» літературних персонажів. 
Д. Чик виокремлює наступні типологічні прикмети сентименталізму як ідейно-художньої парадигми:
1) руссоїстський (або преруссоїстський) пафос сентименталістського дискурсу (зображення «природної людини» як еталону для наслідування та її вивищування над іншими людьми, які зазнали цивілізаційного впливу (дидактичний аспект сентименталізму));
2)  художній психологізм із виразним акцентуванням на внутрішньому світі «чутливого» героя з притаманними йому гіпертрофованими почуттями та емоціями, аналіз так званого «камерного» світу сентименталістського героя з позицій сенсуалістичної філософії (психологічне зображення домінуючого над розумом почуття та ідеалізація світу «природних людей» (філософський аспект сентименталізму));
3) актуалізація певних архетипів, які закладають основу духовної структури сентименталізму як системи світовідчування (зображення релігійності та її атрибутів (моральний аспект сентименталізму)). 

## Вплив сентименталізму
Сентименталізм мав також вплив на сучасні йому живопис та гравюру і співіснував з класицизмом, ампіром та раннім романтизмом. Він практично не відбився в архітектурі, де панівні позиції посів класицизм і пізніше — ампір.
Романтизм запозичив у сентименталізму зацікавленість до внутрішнього світу пересічної особи, відтінків почуттів, їх зміни, поглибивши індивідуалізм і бунтівне протистояння особи з суспільством. Сентименталізм був охоронною реакцією митців на бурхливі політичні події зламу 18-19 століть з трагічними наслідками Французької революції 1789-1793 рр., її терором та наполеонівськими війнами у Європі. Акцент був зроблений на особистому чи родинному житті особи, що відмовлялась від активної участі в суспільних подіях.

## Головні представники в літературі

### Англійська література
- Лоренс Стерн
- Семюел Річардсон
- Олівер Ґолдсміт
- Джеймс Томсон
- Едвард Юнг
- Томас Грей

### Німецька література
- Йоганн Вольфґанґ фон Ґете

### Французька література
- Жан-Жак Руссо

### Українська література
- Іван Котляревський
- Григорій Квітка-Основ'яненко

### Російська література
- Микола Карамзін
- Олександр Ізмайлов
- Василь Жуковський

## Головні представники в живописі
- Жан Батіст Грьоз
- Елізабет Віже-Лебрен
- Ангеліка Кауфман
- Вільям Гамільтон (художник)
- Боровиковський Володимир Лукич

## Вибрані твори в живопису

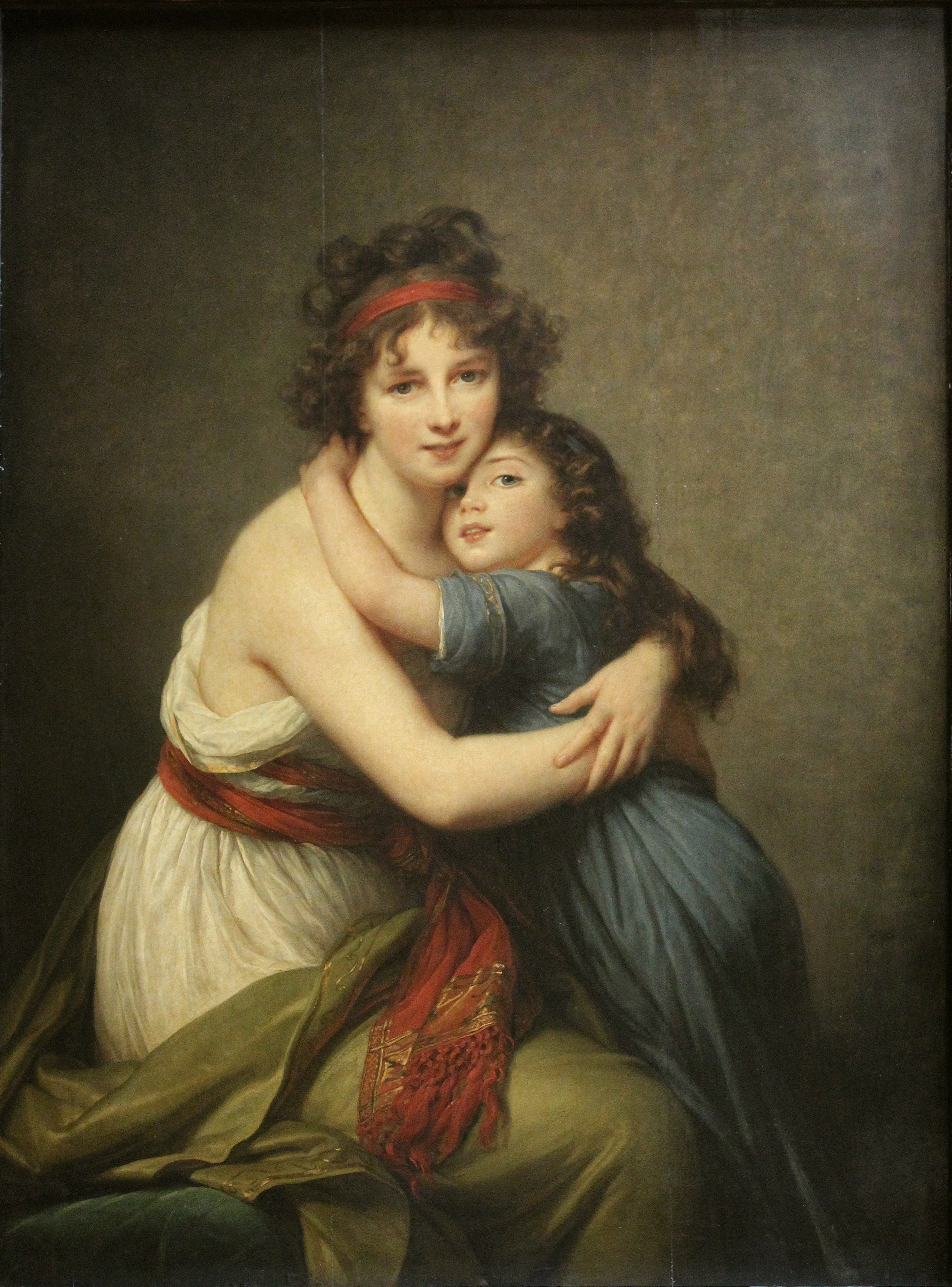
Елізабет Віже-Лебрен. Автопортрет з дочкою, Лувр, Париж
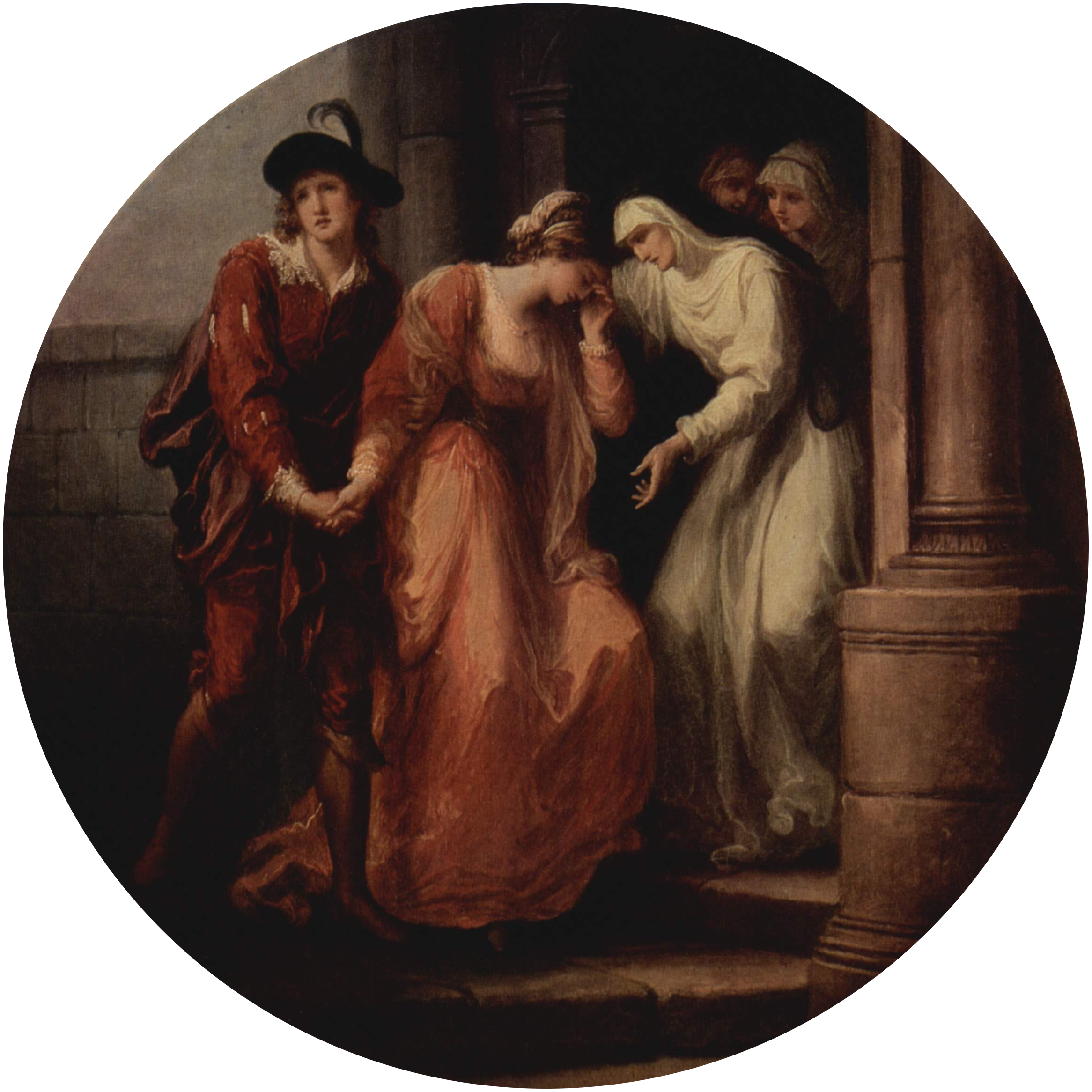
Ангеліка Кауфман. До книги Стерна «Сентиментальна подорож по Франції та Італії»
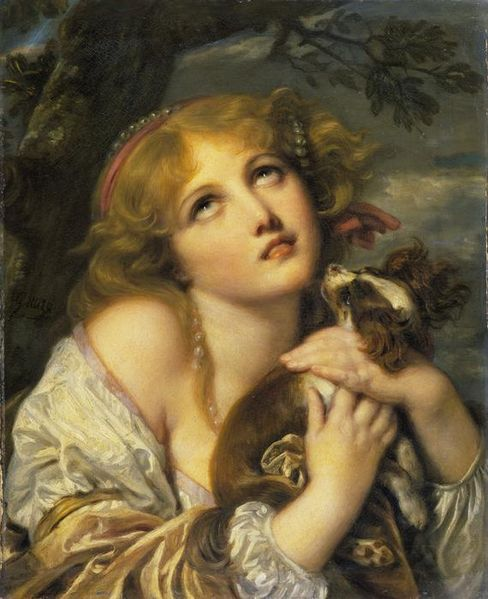
Жан Батіст Грьоз, «Спогади», Лондон
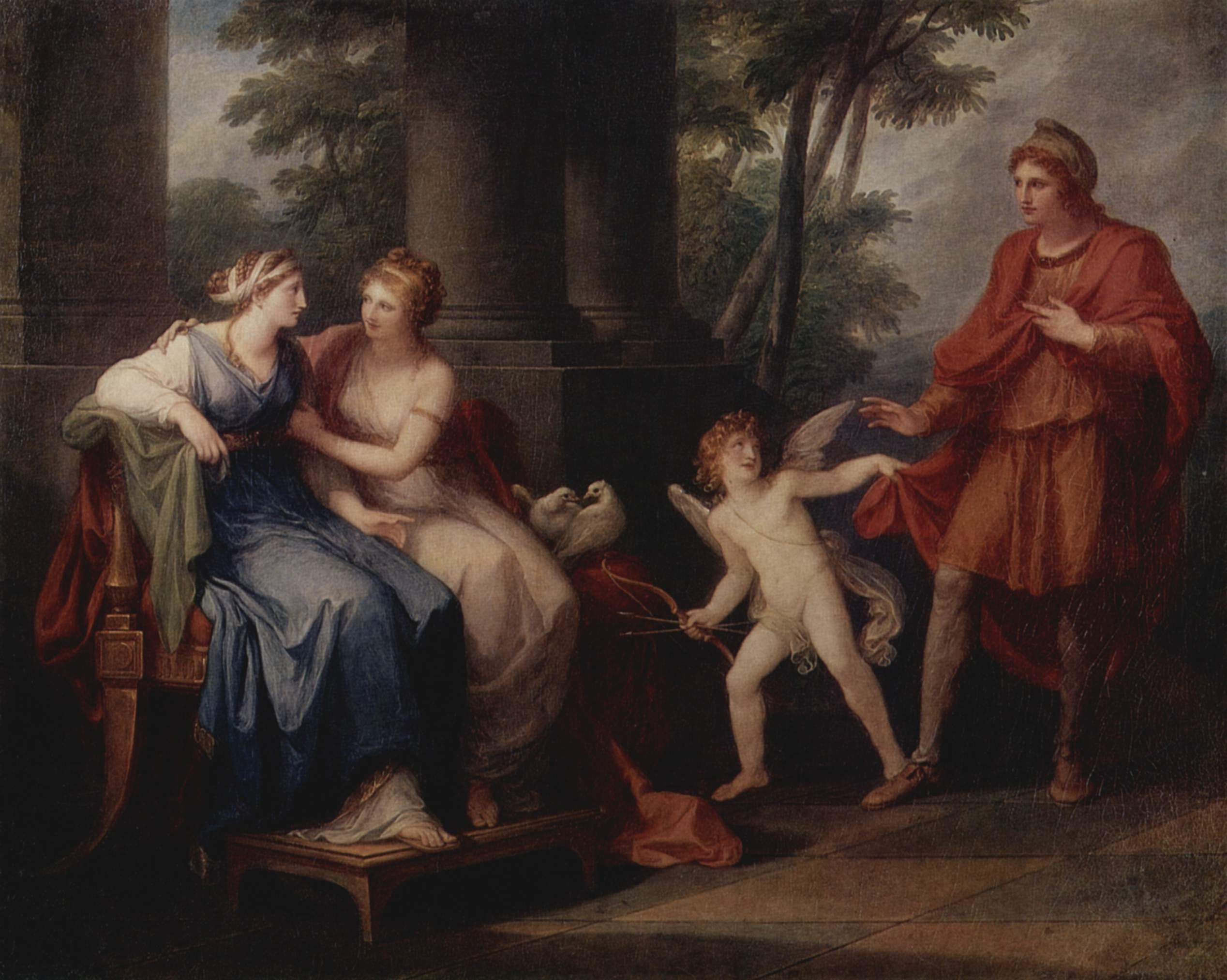
Ангеліка Кауфман, «Богиня Венера умовляє Єлену кохати Париса», Ермітаж, Петербург